# Heraklije
Heraklije I. (grč. Ἡραϰλεῖος, Hērakleῖos) (Kapadocija, 575. – Carigrad, 11. veljače 641.),  bizantski car (610. – 641.), osnivač dinastije koja je vladala Bizantom od 610. do 717. godine.
Heraklije je sin egzarha Kartage Heraklija i Epifanije, a rodio se oko 575. godine.  Posljednjih godina vladavine cara Foke carstvo su potresali nasilni vjerski sukobi, provale Slavena i neuspješne urote. 608. godine egzarh Kartage Heraklije se pobunio i poslao flotu pod zapovjedništvom svog sina, koji se isto tako zvao Heraklije, da opsjedne Carigrad. Herakliju se pridružio rođak Niketa, koji je preoteo Cirenaiku i Egipat Fokinom generalu Bonosu. Heraklije je stigao do prijestolnice i počeo tajne pregovore s Priskom, jednim od najviših Fokinih vojnih dužnosnika. Car ga je imenovao zapovjednikom tjelesne straže i vjenčao svojom kćeri Domencijom. Uz potporu Priska, carigradskog patrijarha Sergija I., Heraklije Mlađi je zauzeo grad i osobno pogubio Foku, te se 05. 10. 610. proglasio carem. Tada se vjenčao Fabijom, koja je kao carica uzela ime Eudokija. Ona mu je rodila kćer Eudokiju i sina Konstantina III., no umrla je 612. godine od epilepsije. Car je sina proglasio za sucara. 613. godine se vjenčao nećakinjom Martinom, no ni narod ni crkva nisu prihvatili taj brak. Heraklije je ujedno poznat po tome što je pozvao Hrvate u Dalmaciju kako bi se borili protiv Avara.

## Ratovi
Heraklije se odmah suočio s problemom obrane državnih granica. Naime Avari i Slaveni su prodirali sve dublje na Balkan. Slaveni su kontrolirali Podunavlje, Traciju, Makedoniju, a počeli su prodirati i u središnju Grčku, te na Peloponez. Na istoku su Perzijanci za vladavine Hozroja I. Anuširvana zauzeli 613. Siriju, 614. Palestinu i 619. Egipat. U Jeruzalemu su razorili crkvu Svetog groba i Sveti Križ odnijeli u Perziju. Shvativši da se nije moguće u isto vrijeme uspješno boriti na dvije bojišnice, car je 619. sklopio mir s Avarima i posvetio se prilikama na istoku carstva. Car je 622. godine napustio Carigrad i zaputio se u Malu Aziju i počeo pripreme za rat. U jesen iste godine napao je Armeniju i izvojevao nekoliko pobjeda nad Perzijancima. Kada su za to saznali Avari, počeli su tražiti da im car poveća iznos danka, što je on morao i prihvatiti. Heraklije je tada nastavio rat protiv Perzije, no ubrzo su mu stigle loše vijesti.  Perzijanci su sklopili savez s Avarima i napali glavni grad s istoka, dok su Avari, Slaveni i Bugari opsjeli grad s mora i sa zapada. Bizantska mornarica porazila je neprijateljsku flotu, a potom nanijela poraz Avarima i Slavenima u kopnenoj bitki. Kada su Perzijanci vidjeli da su im saveznici poraženi, povukli su se natrag u Perziju. 
Heraklije je nastavio rat na istoku i 627. izvojevao veliku pobjedu kod Ninive i uništio perzijsku vojsku. Nakon toga poraza svrgnut je stari car Hozroje I. Anuširvan, a nasljedio ga je sin Kavad II. Novi je vladar odmah sklopio mir s Bizantincima. Perzijanci su vratili sve osvojene teritorije, a Heraklije je 630. svečano ušao u Jeruzalem i vratio Sveti Križ. Iscrpljeno dugotrajnim ratom protiv Bizanta, Perzijsko carstvo je ubrzo palo pod naletima Arapa, koji su ga zauzeli. Oni su ubrzo napali Bizant i 634. zauzeli Siriju. Car je 636. godine prikupio veliku vojsku, ali je pretrpio težak poraz u bitki kod rijeke Jarmuk, pritoka rijeke Jordan. Arapi su nakon toga zauzeli Mezopotamiju, Palestinu, Armeniju i Egipat. 

## Reforme i vjerski sukobi
Heraklije je čim je došao na vlast, poduzeo sveobuhvatne reforme vojske i državne uprave. Umjesto latinskog jezika, koji je dotada bio službeni, uveo je grčki. Stare rimske titule august i imperator car, zamijenio je novom -  bazilej.
Car je u Maloj Aziji uveo posebne oblasti - teme, u kojima je vojna i civilna vlast bila u rukama vojnih zapovjednika - stratega. U temama je zemlja davana vojnicima na trajno korištenje u zamjenu za vojnu službu i plaćanje poreza. Time je Bizant smanjio troškove za plaćeničku vojsku, koja se u ranijem razdoblju pokazala nepouzdanom. Istodobno su osnovane slobodne seoske općine koje su kao zajednica plaćale porez i imale zajedničko vlasništvo nad zemljom.
Povratak istočnih provincija 627. godine ponovno je izazvao vjerske sukobe između monofizita i pristaša pravovjerja. Istok carstva bio je uz prve, dok su druge činili stanovnici ostatka carstva. Želeći pomiriti obje strane,  carigradski patrijarh Sergije je iznio novi nauk monoenergizam. Tvrdio je da Krist ima dvije prirode, koje pak povezuje jedna energija. No kada je naišao na otpor jeruzalemskog partrijarha Sofronija, razvio je novi nauk - monoteletizam. Monoteletizam je zastupao gledište da Isus Krist ima jednu volju. Car je pristao uz monoteletizam, ali su to kompromisno rješenje odbacili i monofiziti i pravovjerni, a i sam papa. 
Pred kraj Heraklijeva života započela je borba za vlast između njegova prvog sina Konstantina III., te careve druge supruge Martine i njenog sina Heraklone. Car je umro 11. veljače 641., a odredio je da ga nasljede oba sina i Martina.

## Mit
Mit o dobrom i sposobnom caru Herakliju koji je u potpuno suprotnosti s okrutnim, korumpiranim i nesposobnim Fokom je stvoren tijekom Heraklijeve dinastije. Po tom mitu koji živi i danas za sve vojne poraze tijekom prvih deset godina (610. – 620.) vladavine Heraklija kriv je Foka, za kasnije uspjehe zaslužan je Heraklije (620 - 630.), a za poraze od Arapa i gubitak 2/3 Bizantskog Carstva kriva je sudbina. Činjenica da je Heraklije jedini car u 1500 godina rimske povijesti koji je vlastoručno ubio svog prethodnika se zaboravlja kao i njegov incestni drugi brak protiv crkvene ili narodne volje.

## Vanjske poveznice
| Prethodnik:        | Bizantski carevi | Nasljednik:            |
| Foka (602. – 610.) | Bizantski carevi | Konstantin III. (641.) |